# Aeropuerto de Sofía
El Aeropuerto Internacional de Sofía (en búlgaro: Летище София) (IATA: SOF, OACI: LBSF), oficialmente Aeropuerto Internacional Vasil Levski de Sofía (en búlgaro: Международно летище „Васил Левски“ – София), es el principal aeropuerto de Bulgaria. Es gestionado por la línea aérea Bulgaria Air (sucesora de Balkan Airlines, en quiebra después de su privatización por capital israelí).
Construido en los años 30 en las cercanías de la ciudad, el aeropuerto de Sofía se ha visto sobrepasado por la demanda actual de vuelos, que en 2005 alcanzaron 1,9 millones de pasajeros, por lo que se procedió a su ampliación a nuevas terminales. En 2017, el principal aeropuerto del país alcanzó los 6,489,738 millones de pasajeros con un crecimiento del 30,3% respecto al 2016.

## Ampliación

### Nueva terminal 2
La nueva terminal del aeropuerto de Sofía tuvo que ser construida al este de la actual, y la segunda pista se construirá en paralelo a la actual. La pista existente tuvo que ser prolongada cruzando el río Iskar.
El coste total del proyecto fue estimado en 200 millones de euros. El financiamiento fue asegurado en 1997-98 por el Banco Europeo de Inversiones (60 millones de euros), el fondo de Kuwait para el desarrollo económico árabe (12,3 millones de dinares kuwaitíes, aproximadamente 41,5 millones de euros), y el programa de ayudas de la Unión Europea (7,6 millones de euros). En agosto de 2000 fue asignada una concesión del ISPA de 50 millones de euros y en diciembre se firmó el memorándum de financiamiento.
Los trabajos de construcción estuvieron divididos en dos partes: construcción de la nueva terminal con su infraestructura circundante, y construcción de la nueva pista. La primera parte fue asignada a la rama alemana de la compañía austríaca Strabag, mientras que la segunda parte fue ganada por el consorcio de al-Kharafi-Kharafi y la compañía kuwaití de Mohamed Abdulmohsin y UAE-baso' Admak General Contracting Company.

### Nueva torre de control
A mediados de septiembre de 2011 comenzó la construcción de una nueva torre de control que sustituyó a la antigua torre situada cerca de la Terminal 1. La nueva torre se construyó al oeste de la Terminal 2. Tiene una superficie total de 2,421 m² de los cuales 95 m² corresponden a la sala de control. Cuenta con un ascensor de carga y otro de pasajeros. La altura de la torre es de 50 m o 56 m si se tiene en cuenta la antena. El presupuesto es de 7 500.000 €.
Su construcción finalizó a finales de septiembre de 2012 y la torre se inauguró el 5 de diciembre de 2012 por el primer ministro búlgaro Boiko Borísov.

## Aerolíneas y destinos

Terminal 2

Terminal 2

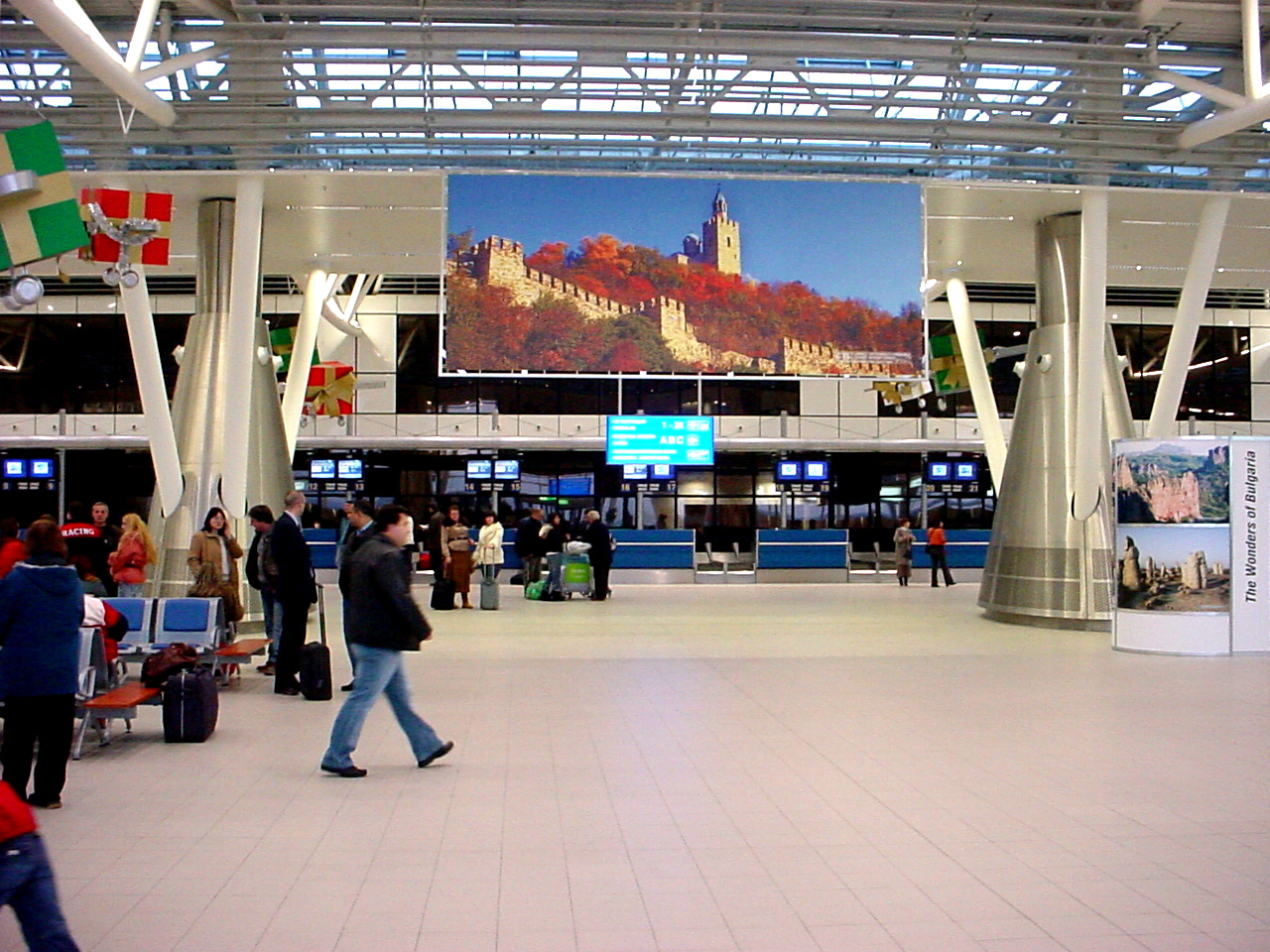
Terminal 2

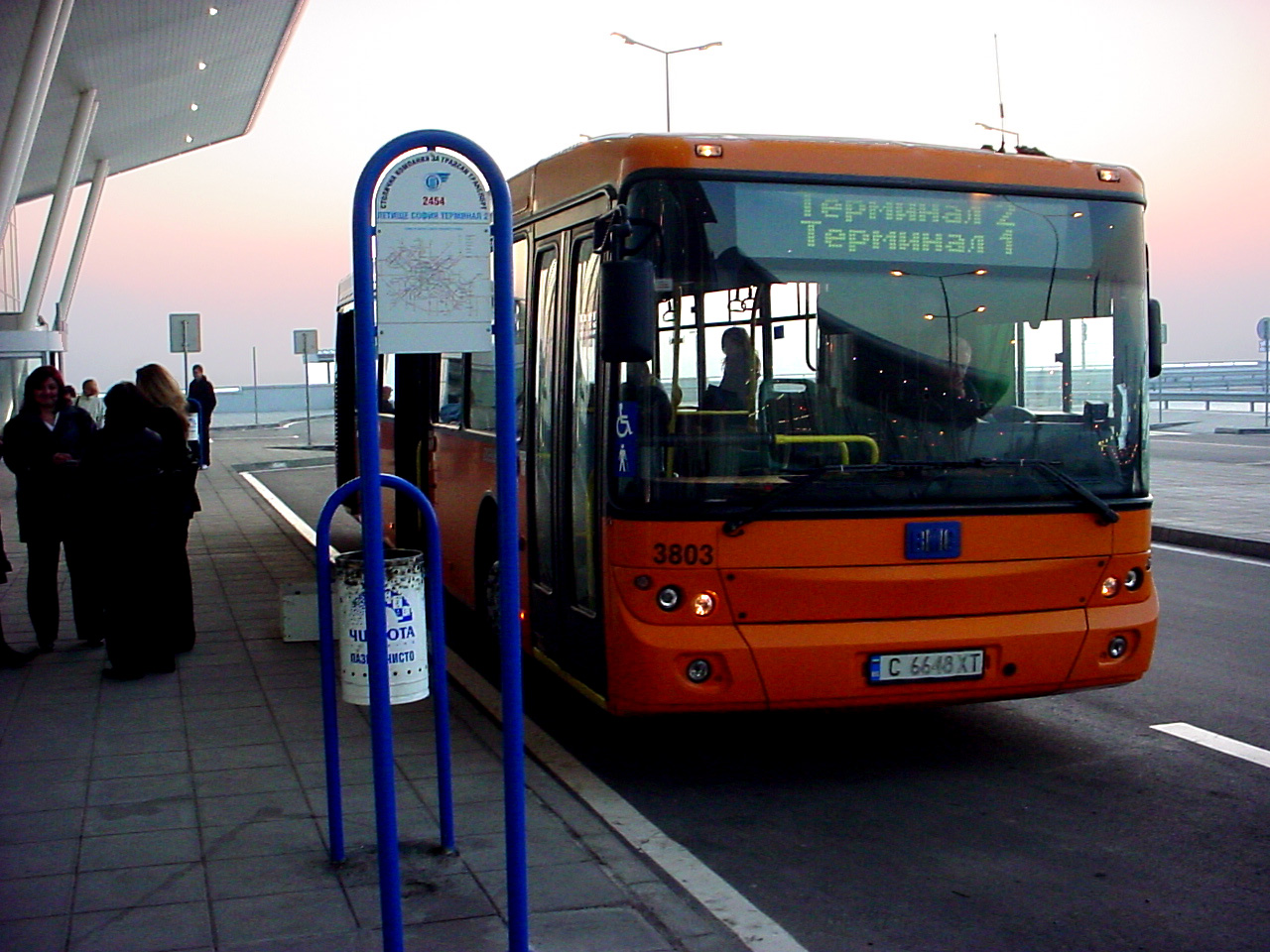
Lanzadera entre la T1 y la T2

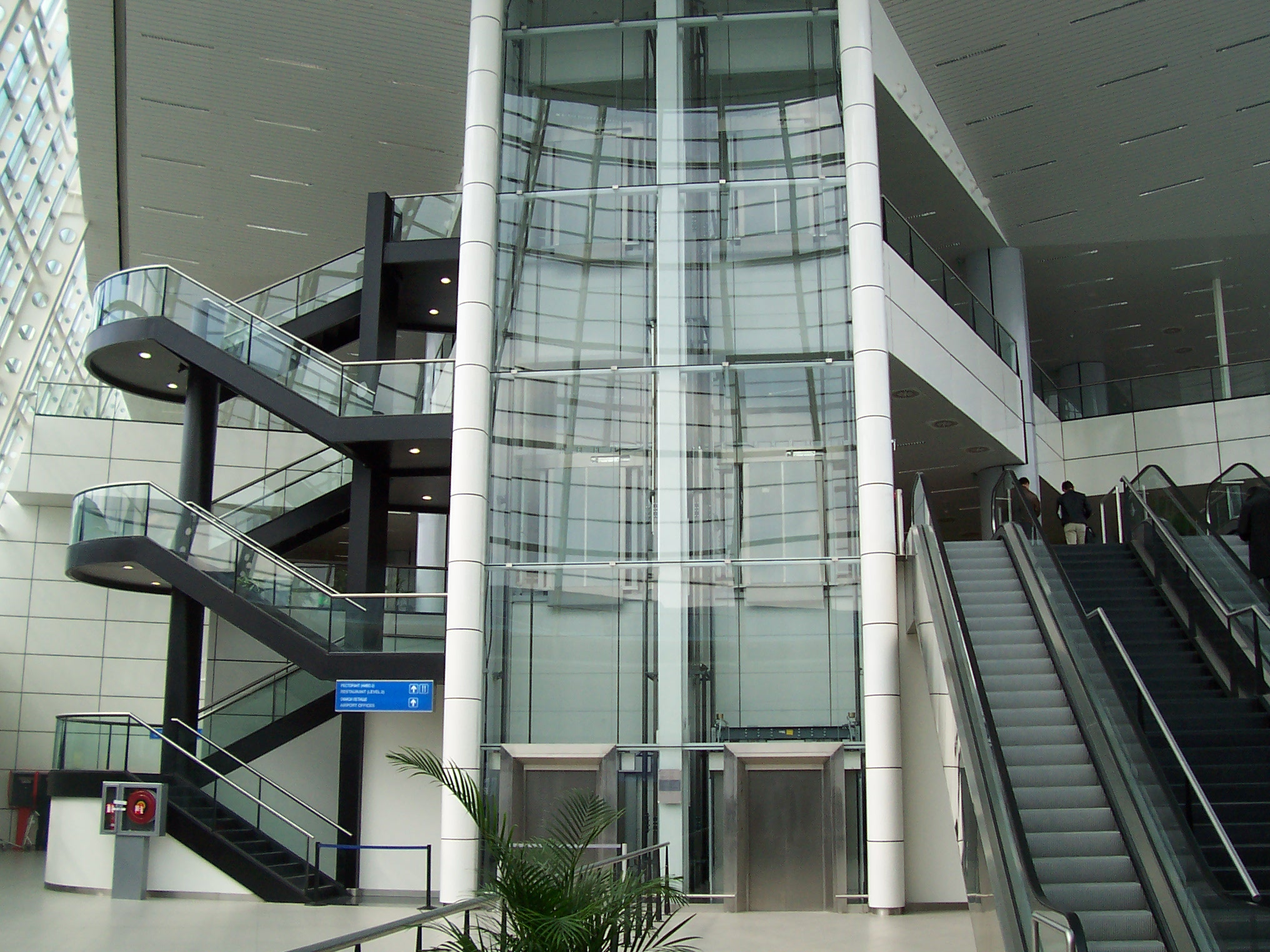
Terminal 2

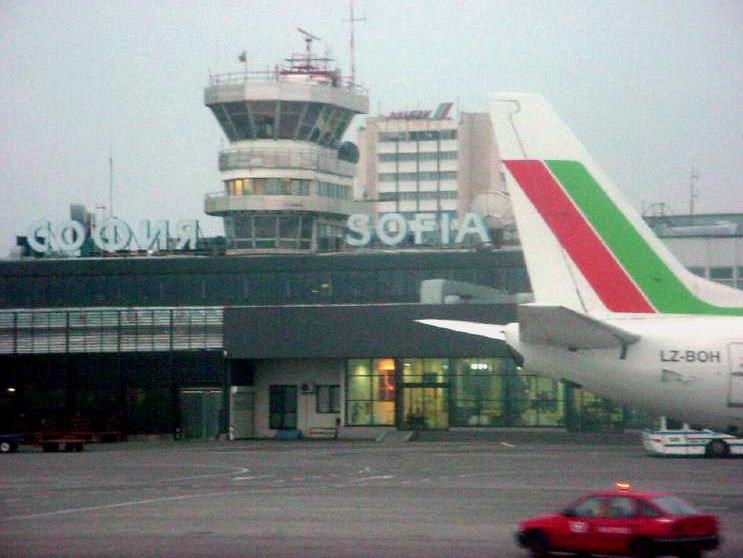
Terminal 1 y Torre de Control del Aeropuerto de Sofía

### Destinos nacionales
| Ciudades | Aeropuerto           | Aerolíneas   |
| Bulgaria | Bulgaria             | Bulgaria     |
| -------- | -------------------- | ------------ |
| Burgas   | Aeropuerto de Burgas | Bulgaria Air |
| Varna    | Aeropuerto de Varna  | Bulgaria Air |

### Destinos internacionales
| Ciudades por países    | Nombre del aeropuerto                                           | Aerolíneas |
| África                 | África                                                          | África |
| ---------------------- | --------------------------------------------------------------- | --- |
| Egipto                 |                                                                 | |
| El Cairo               | Aeropuerto Internacional de El Cairo                            | BH Air (Chárter Estacional) |
| Hurgada                | Aeropuerto Internacional de Hurghada                            | BH Air (Chárter Estacional) |
| Túnez                  |                                                                 | |
| Enfidha                | Aeropuerto Internacional de Enfidha-Hammamet                    | Bulgaria Air (Chárter Estacional) |
| Asia                   |                                                                 | |
| Armenia                |                                                                 | |
| Ereván                 | Aeropuerto Internacional de Zvartnots                           | Wizz Air |
| Catar                  |                                                                 | |
| Doha                   | Aeropuerto Internacional Hamad                                  | Qatar Airways |
| Chipre                 |                                                                 | |
| Lárnaca                | Aeropuerto Internacional de Lárnaca                             | Wizz Air |
| Pafos                  | Aeropuerto Internacional de Pafos                               | Ryanair |
| Emiratos Árabes Unidos |                                                                 | |
| Abu Dabi               | Aeropuerto Internacional de Abu Dabi                            | Wizz Air |
| Dubái                  | Aeropuerto Internacional de Dubái                               | Flydubai |
| Israel                 |                                                                 | |
| Tel Aviv               | Aeropuerto Internacional Ben Gurión                             | Bluebird Airways / Bulgaria Air / El Al / Israir / Ryanair / Tus Airways / Wizz Air                                                  |
| Turquía                |                                                                 | |
| Antalya                | Aeropuerto de Antalya                                           | Bulgaria Air (Chárter Estacional) / Corendon Airlines (Chárter Estacional) / Pegasus Airlines (Estacional) / SunExpress (Estacional) |
| Estambul               | Aeropuerto Internacional de Estambul                            | Turkish Airlines |
| Estambul               | Aeropuerto Internacional Sabiha Gökçen                          | Pegasus Airlines |
| Europa                 |                                                                 | |
| Alemania               |                                                                 | |
| Berlín                 | Aeropuerto de Berlín-Brandeburgo Willy Brandt                   | Bulgaria Air / Ryanair |
| Colonia                | Aeropuerto de Colonia/Bonn                                      | Ryanair |
| Dortmund               | Aeropuerto de Dortmund                                          | Wizz Air |
| Hamburgo               | Aeropuerto de Hamburgo                                          | Wizz Air |
| Austria                |                                                                 | |
| Viena                  | Aeropuerto de Viena-Schwechat                                   | Austrian Airlines / Ryanair |
| Bélgica                |                                                                 | |
| Bruselas               | Aeropuerto de Bruselas                                          | Bulgaria Air |
| Charleroi              | Aeropuerto de Charleroi Bruselas-Sur                            | Ryanair / Wizz Air |
| Dinamarca              |                                                                 | |
| Copenhague             | Aeropuerto de Copenhague-Kastrup                                | Ryanair / Wizz Air |
| Eslovaquia             |                                                                 | |
| Bratislava             | Aeropuerto de Bratislava-Milan Rastislav Štefánik               | Ryanair (Estacional) |
| España                 |                                                                 | |
| Alicante               | Aeropuerto de Alicante-Elche                                    | Ryanair |
| Barcelona              | Aeropuerto Josep Tarradellas Barcelona-El Prat                  | Bulgaria Air (Estacional) / Ryanair / Wizz Air                                                                                       |
| Madrid                 | Aeropuerto Adolfo Suárez Madrid-Barajas                         | Bulgaria Air / Ryanair / Wizz Air |
| Málaga                 | Aeropuerto de Málaga-Costa del Sol                              | Bulgaria Air (Estacional) / Ryanair / Wizz Air                                                                                       |
| Palma de Mallorca      | Aeropuerto de Palma de Mallorca                                 | Bulgaria Air (Estacional) / Ryanair                                                                                                  |
| Valencia               | Aeropuerto de Valencia                                          | Ryanair / Wizz Air |
| Finlandia              |                                                                 | |
| Helsinki               | Aeropuerto de Helsinki-Vantaa                                   | Norwegian (Estacional) |
| Francia                |                                                                 | |
| París                  | Aeropuerto de París-Charles de Gaulle                           | Bulgaria Air |
| París                  | Aeropuerto de París-Orly                                        | EasyJet (Estacional) (Inicia el 30 de marzo de 2025) / Transavia (Estacional) (Inicia el 10 de abril de 2025)                        |
| Lyon                   | Aeropuerto de Lyon-Saint Exupéry                                | Wizz Air |
| Niza                   | Aeropuerto Internacional de Niza-Costa Azul                     | Wizz Air |
| Grecia                 |                                                                 | |
| Atenas                 | Aeropuerto Internacional Eleftherios Venizelos                  | Aegean Airlines / Bulgaria Air / SkyExpress                                                                                          |
| Corfú                  | Aeropuerto Internacional de Corfú-Ioannis Kapodistrias          | Ryanair (Estacional) |
| Heraclión              | Aeropuerto Internacional de Heraclión Nikos Kazantzakis         | Bulgaria Air (Estacional) |
| La Canea               | Aeropuerto Internacional de La Canea                            | Ryanair (Estacional) |
| Rodas                  | Aeropuerto Internacional de Rodas-Diágoras                      | Ryanair (Estacional) |
| Scíathos               | Aeropuerto Internacional de Scíathos - Alexandros Papadiamantis | Ryanair (Estacional) |
| Hungría                |                                                                 | |
| Budapest               | Aeropuerto de Budapest-Ferenc Liszt                             | Ryanair |
| Irlanda                |                                                                 | |
| Dublín                 | Aeropuerto de Dublín                                            | Ryanair / TUI Airways (Chárter Estacional)                                                                                           |
| Italia                 |                                                                 | |
| Bari                   | Aeropuerto de Bari-Palese                                       | Ryanair / Wizz Air |
| Bérgamo                | Aeropuerto de Bérgamo-Orio al Serio                             | Ryanair / Wizz Air |
| Bolonia                | Aeropuerto de Bolonia                                           | Ryanair / Wizz Air |
| Catania                | Aeropuerto de Catania-Fontanarossa                              | Ryanair / Wizz Air |
| Milán                  | Aeropuerto de Milán-Malpensa                                    | Bulgaria Air |
| Nápoles                | Aeropuerto de Nápoles-Capodichino                               | Ryanair / Wizz Air |
| Pisa                   | Aeropuerto de Pisa                                              | Ryanair (Inicia el 30 de marzo de 2025)                                                                                              |
| Rímini                 | Aeropuerto de Rímini                                            | Bulgaria Air (Chárter Estacional) |
| Roma                   | Aeropuerto de Roma-Ciampino                                     | Ryanair / Wizz Air |
| Roma                   | Aeropuerto de Roma-Fiumicino                                    | Bulgaria Air / ITA Airways |
| Treviso                | Aeropuerto de Sant'Angelo Treviso                               | Ryanair (Estacional) |
| Letonia                |                                                                 | |
| Riga                   | Aeropuerto Internacional de Riga                                | AirBaltic |
| Malta                  |                                                                 | |
| La Valeta              | Aeropuerto Internacional de Malta                               | Ryanair |
| Noruega                |                                                                 | |
| Oslo                   | Aeropuerto de Oslo-Gardermoen                                   | Norwegian (Estacional) |
| Países Bajos           |                                                                 | |
| Ámsterdam              | Aeropuerto de Ámsterdam-Schiphol                                | Bulgaria Air |
| Eindhoven              | Aeropuerto de Eindhoven                                         | Ryanair / Wizz Air |
| Polonia                |                                                                 | |
| Breslavia              | Aeropuerto de Breslavia-Copérnico                               | Ryanair |
| Varsovia               | Aeropuerto de Varsovia-Chopin                                   | LOT |
| Portugal               |                                                                 | |
| Lisboa                 | Aeropuerto de Lisboa                                            | Bulgaria Air (Estacional) |
| Reino Unido            |                                                                 | |
| Belfast                | Aeropuerto Internacional de Belfast                             | Jet2.com (Chárter Estacional) |
| Birmingham             | Aeropuerto Internacional de Birmingham-West Midlands            | Ryanair / TUI Airways (Chárter Estacional)                                                                                           |
| Brístol                | Aeropuerto Internacional de Brístol                             | Ryanair / Jet2.com (Chárter Estacional)                                                                                              |
| Edimburgo              | Aeropuerto de Edimburgo                                         | Ryanair |
| Liverpool              | Aeropuerto de Liverpool-John Lennon                             | Ryanair |
| Londres                | Aeropuerto de Londres-Heathrow                                  | British Airways / Bulgaria Air |
| Londres                | Aeropuerto de Londres-Gatwick                                   | EasyJet / Jet2.com (Chárter Estacional)                                                                                              |
| Londres                | Aeropuerto de Londres-Luton                                     | Wizz Air |
| Londres                | Aeropuerto de Londres-Stansted                                  | Ryanair |
| Mánchester             | Aeropuerto de Mánchester                                        | EasyJet / Jet2.com (Chárter Estacional) / TUI Airways (Chárter Estacional)                                                           |
| Newcastle              | Aeropuerto de Newcastle upon Tyne                               | Jet2.com (Chárter Estacional) |
| Nottingham             | Aeropuerto de East Midlands                                     | Jet2.com (Chárter Estacional) |
| República Checa        |                                                                 | |
| Praga                  | Aeropuerto de Praga                                             | Bulgaria Air |
| Rumania                |                                                                 | |
| Bucarest               | Aeropuerto Internacional de Bucarest-Henri Coandă               | TAROM |
| Serbia                 |                                                                 | |
| Belgrado               | Aeropuerto de Belgrado-Nikola Tesla                             | Air Serbia |
| Suiza                  |                                                                 | |
| Basilea                | Aeropuerto de Basilea-Mulhouse-Friburgo                         | Wizz Air |
| Zúrich                 | Aeropuerto Internacional de Zúrich                              | Bulgaria Air / Swiss |

## Cifras de tráfico

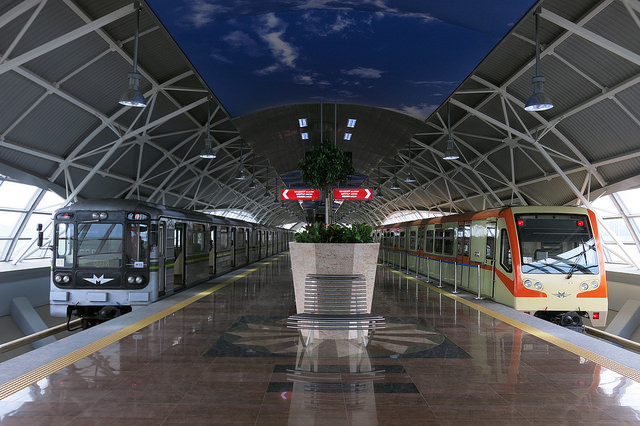
Estación de metro del aeropuerto

Mapa del Metro de Sofía

Ver fuente y consulta Wikidata.

## Localización
- Latitud: 42°41'42 Norte
- Longitud: 23°24'36 Oeste
- Imagen Satelital de Google Maps

## Enlaces
1. ↑  «Copia archivada». Archivado desde el original el 11 de enero de 2019. Consultado el 24 de febrero de 2019.
2. ↑  «Copia archivada». Archivado desde el original el 11 de enero de 2019. Consultado el 24 de febrero de 2019.
3. ↑  «Copia archivada». Archivado desde el original el 11 de enero de 2019. Consultado el 24 de febrero de 2019.

Metro: Línea 1 desde/a Terminal 2 (horas 05.25-23.50, cada 12 minutos)
El precio del billete: 1.60 BGN (0,82 €)
El precio de la carta por 10 viajes: 12.00 BGN (6.14 €)
Autobús: Líneas regulares desde el aeropuerto al centro de la ciudad. 
Línea n.º 84: Terminal 2-Terminal-1-Universidad de Sofía (04.45-23.55, sábado y domingo 05.35-23.40)
Línea n.º 184 Terminal 1-Terminal-2-Universidad de Sofía (04.50-23.15 cada día)
El precio de un billete:  1.60 BGN (0,82 €)
El precio de 10 billetes: 12.00 BGN (6.14 €)
Shuttle: 8.00-20.00 (cada 30 minutos)
Desde Terminal 1 a Terminal 2: a las xx.00 y xx.30
Desde Terminal 2 a Terminal 1: a las xx.15 y xx.45
Taxi
El taxi oficial es "OK Taxi". Cuesta 0.80-0.90 BGN/km (0.40/0.45 €/km). Desde el aeropuerto al centro de la ciudad cuesta aproximadamente 6-9 euros